# Datsan d'Ivolguinsk
Le datsan d'Ivolguinsk (en russe : Иволгинский Дацан) est le temple bouddhiste situé en Bouriatie à 23 km d'Oulan-Oude, près du village de Verkhniaïa Ivolga.

## Histoire
Le datsan fut ouvert en 1945 comme le seul centre spirituel d'URSS. Entretemps, le petit "Khambin's sume" changea et devint un centre monastique avec la présence du lama Pandido Khambo, le leader de tous les lamas russes.

## Un centre bouddhiste
Le centre était le Centre spirituel et administratif bouddhiste de l'URSS (et Sangha traditionnel bouddhiste de Russie depuis 1995), avec le lama Pandido Khambo à la tête de l'église bouddhiste. Les activités spirituelles du datsan sont marquées par les rites, la médecine, l'éducation au système traditionnel bouddhiste. L'université bouddhiste "Dashi Choinkhorlong" fut ouverte en 1991, attaché au datsan.

## Une mine culturelle
De magnifiques exemplaires d'antique art bouriate (sculptures, objets rituels, peintures thangkas) sont rassemblés et préservés dans le datsan. L'un des trésors du monastère est une collection d'anciens manuscrits bouddhistes en langage tibétain sur de la soie naturelle et une serre avec l'arbre saint Bodskhva. Étant ainsi un monument culturel et religieux, le datsan est protégé par l'État russe. Le datsan est composé de différents temples : Sockshin-gugan, Maidrin-sume, Devazhin et Sackhjusan-sume. Il y a aussi une bibliothèque, un hôtel, une faculté philosophique, Choyra, bâtiment de l'Université bouddhiste, un musée d'art bouriate, des saints "tumbs-suburgans", des bâtiments utilitaires et des logements pour les lamas.

## Itigilov

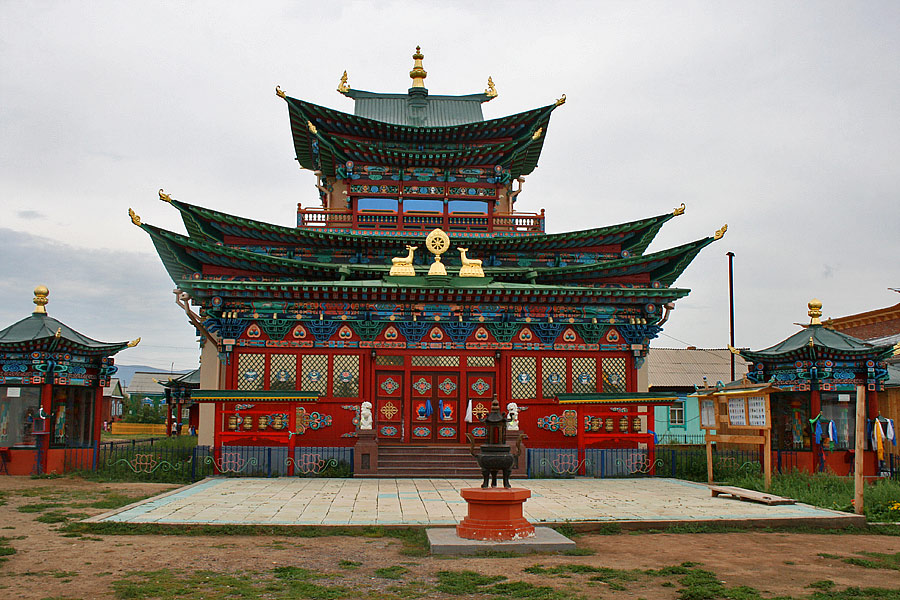
Palais de Hambo Lama Itigilov

En 1927, le 12e Hambo Lama du datsan, le Dashi-Dorzho Itigilov, dit à ses étudiants et à ses moines de l'enterrer après sa mort et de l'exhumer trente ans après sa mort. Selon la légende, Itigilov se serait alors assis dans la position du lotus, aurait commencé à faire la prière du mort et serait mort en semi-méditation. Les moines suivirent le souhait d'Itigilov, et quand ils exhumèrent son corps trente ans après, ils furent étonnés de le trouver exempt de signes de décomposition. Au contraire, le corps semblait intact comme s'il était mort il y a quelques heures et non pas trente ans. Mais ayant peur que l'URSS découvre ce 'miracle', les moines enterrèrent de nouveau le corps dans une tombe anonyme.
L'histoire ne fut cependant pas oubliée et le 11 septembre 2002, le corps fut exhumé de nouveau et transféré au Ivolginsky datsan où il fut examiné par les moines, des scientifiques et pathologistes. Un rapport officiel fut sorti indiquant que le corps était parfaitement préservé, sans aucun signe de décomposition au niveau des muscles, tissus internes, les épithéliums et la peau. Autre point intéressant : le corps ne fut jamais embaumé ou momifié.

## Visite du Dalaï Lama en 1986

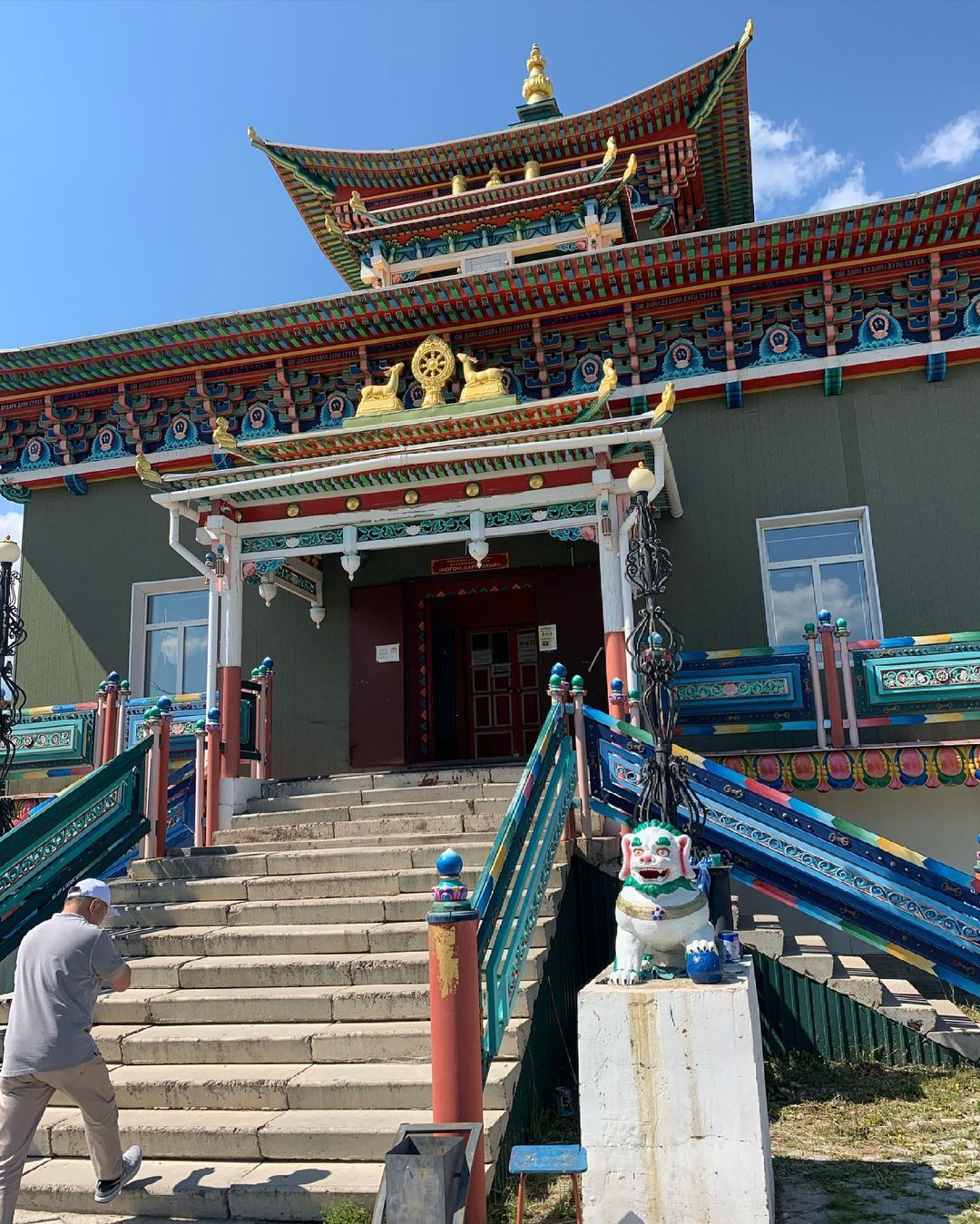
L'un des dugans du Ivolginsky Datsan. juillet 2021

Le 14e Dalaï Lama a visité Datsan d'Ivolguinsk en 1986 et à plusieurs reprises depuis.
À la demande du Dalaï Lama, Yeshe Lodoi Rinpoché s'est rendu en Bouriatie en 1993 et il est actuellement l'enseignant résident de l'Institut bouddhiste de Tashi Choikhorling du Datsan d'Ivolguinsk.